# Kinixys natalensis
Espèce
Statut de conservation UICN

 VU  : Vulnérable
Statut CITES
Kinixys natalensis est une espèce de tortues de la famille des Testudinidae.

## Répartition
Cette espèce se rencontre en Afrique du Sud, au Mozambique et au Swaziland.

## Étymologie
Son nom d'espèce, composé de natal et du suffixe latin -ensis, « qui vit dans, qui habite », lui a été donné en référence au lieu de sa découverte, la région du Natal.

## Publication originale
- Hewitt, 1935 : Some new forms of batrachians and reptiles from South Africa. Records of the Albany Museum, vol. 4, p. 283–357.